# Enrico Alberti
Enrico Alberti (Cortina d'Ampezzo, 24 maggio 1947) è un giocatore di curling italiano, atleta del Curling Club Dolomiti.

## Carriera agonistica

### Nazionale
Il suo esordio con la nazionale italiana di curling è stato il campionato mondiale del 1982, disputato a Garmisch-Partenkirchen, in Germania ovest: in quell'occasione l'Italia si piazzò al sesto posto. Con la nazionale assoluta partecipa a un campionato mondiale ed a un campionato europeo.
Nel 2003 entra nella formazione della nazionale senior con cui ha partecipato a due campionati mondiali senior.
In totale Enrico vanta 31 presenze in azzurro. Il miglior risultato dell'atleta è il sesto posto ottenuto ai campionati mondiali del 1982 disputati a Garmisch-Partenkirchen, in Germania ovest.
CAMPIONATI
Nazionale assoluta: 16 partite
- Mondiali
  - 1982 Garmisch-Partenkirchen ( Germania Ovest) 6°
- Europei
  - 1982 Kirkcaldy ( Scozia) 13°

Nazionale senior:
- Mondiali senior
  - 2003 Winnipeg ( Canada) 9°
  - 2005 Greenacres ( Scozia) 13°

### Campionati italiani
Enrico ha preso parte ai campionati italiani di curling inizialmente con il Curling Club Tofane poi con il Curling Club Anpezo e il Curling Club Dolomiti ed è stato due volte campione d'Italia:
- Italiani master
  - 2003  con Dino Zardini, Valerio Constantini e Gianantonio Gilarduzzi
  - 2005  con Dino Zardini, Roberto Fassina e Valerio Constantini

## Incarichi sociali e sportivi
Enrico è icemaker, ovvero tecnico dei campi da curling, dell'Associazione Curling Cortina.